# فيرجيل فينلاي
فيرجيل فينلاي (بالإنجليزية: Virgil Finlay)‏ هو رسام توضيحي أمريكي، ولد في 23 يوليو 1914 في روتشستر في الولايات المتحدة، وتوفي في 18 يناير 1971 في وستباري في الولايات المتحدة.

## وصلات خارجية
- فيرجيل فينلاي على موقع ميوزك برينز (الإنجليزية)
- فيرجيل فينلاي على موقع ديسكوغز (الإنجليزية)